# داريل غيتس
داريل غيتس (بالإنجليزية: Daryl Gates)‏ هو ضابط شرطة أمريكي، ولد في 30 أغسطس 1926 في غلينديل في الولايات المتحدة، وتوفي في 16 أبريل 2010 في دانا بوينت في الولايات المتحدة بسبب سرطان المثانة.

## وصلات خارجية
- داريل غيتس على موقع IMDb (الإنجليزية)
- داريل غيتس على موقع إن إن دي بي (الإنجليزية)
- داريل غيتس على موقع قاعدة بيانات الفيلم (الإنجليزية)